# Cantonul Saint-Philippe
Cantonul Saint-Philippe este un canton din arondismentul Saint-Pierre, Réunion, Franța.